# أنطون هاك
أنطون هاك هو سياسي كندي، ولد في 5 سبتمبر 1881، وتوفي في 1951. انتخب عضو المجلس التشريعي في ساسكاتشوان ‏.